# René Kohn
René Kohn (* 16. Juni 1933 in Diekirch, Luxemburg; † 18. Juli 1989 in Aalst, Oost-Vlaanderen, Belgien) war ein luxemburgischer Schwimmer, der auf die Bruststrecken spezialisiert war.
Kohn war 1952 und 1956 Olympiateilnehmer. Bei seinem Debüt bei den Olympischen Sommerspielen 1952 in Helsinki als 19-Jähriger verfehlte er über 200 Meter Brust als Letzter seines Vorlaufs die Qualifikation für das Halbfinale deutlich. Vier Jahre später bei den Sommerspielen in Melbourne wurde er über die gleiche Strecke im Vorlauf Vierter.